# Obrąb (gromada)
Obrąb (do 30 XII 1961 Mokrawieś) – dawna gromada, czyli najmniejsza jednostka podziału terytorialnego Polskiej Rzeczypospolitej Ludowej w latach 1954–1972.
Gromady, z gromadzkimi radami narodowymi (GRN) jako organami władzy najniższego stopnia na wsi, funkcjonowały od reformy reorganizującej administrację wiejską przeprowadzonej jesienią 1954 do momentu ich zniesienia z dniem 1 stycznia 1973, tym samym wypierając organizację gminną w latach 1954–1972.
Gromadę Obrąb z siedzibą GRN w Obrębiu utworzono 31 grudnia 1961 w powiecie wołomińskim w woj. warszawskim w związku z przeniesieniem siedziby GRN gromady Mokrawieś z Mokrejwsi do Obrębia i zmianą nazwy jednostki na gromada Obrąb; równocześnie, do nowo utworzonej gromady Obrąb włączono obszar zniesionej gromady Płatków w tymże powiecie.
Gromada przetrwała do końca 1972 roku, czyli do kolejnej reformy gminnej.